# Agrilus majzlani
Agrilus majzlani (лат.) — вид узкотелых жуков-златок.

## Распространение
Китай (Yunnan).

## Описание
Длина тела взрослых насекомых (имаго) 7,9 мм. Отличаются следующими признаками: основная окраска сверху темно-фиолетовая; вершины надкрылий более длинные и шиловидные. Переднегрудь с воротничком. Боковой край переднеспинки цельный, гладкий. Глаза крупные, почти соприкасаются с переднеспинкой. Личинки развиваются, предположительно, на различных лиственных деревьях. Встречаются в июле. Известны только по голотипу. Видовая группа: Plagiatus. Близок к виду A. kostali Jendek, 2007. Вид был впервые описан в 2007 году, а его валидный статус подтверждён в 2011 году в ходе ревизии, проведённой канадскими колеоптерологами Эдвардом Йендеком (Eduard Jendek) и Василием Гребенниковым (Оттава, Канада).